# Death to My Hometown
Death to My Hometown är en EP av Logh, utgiven 2009 på Bad Taste Records. Skivan släpptes endast digitalt exklusivt för Itunes. Titelspåret "Death to My Hometown" finns även med på studioalbumet North, medan övriga spår var tidigare outgivna.

## Låtlista
All text och musik av Mattias Friberg.
1. "Death to My Hometown" - 3:20
2. "Forest Eyes (RBG Version)" - 4:25
3. "Left Foot Braking" - 3:15
4. "White as Snow" - 4:13

### Fotnoter
1. ↑  ”Death to My Hometown”. Discogs.com. http://www.discogs.com/Logh-Death-To-My-Hometown/release/2028098. Läst 14 januari 2012.
2. ↑  ”News”. Bad Taste Records. Arkiverad från originalet den 29 augusti 2010. https://web.archive.org/web/20100829234205/http://www.badtasterecords.se/news.asp?limit=10&start=60&artistid=. Läst 14 januari 2012.